# ß
ß je posebna črka nemške abecede. Po nemško se imenuje scharfes S (dobesedno: ostri s) ali Eszett (dobesedno: s-z).
Črko ß se vedno izgovarja kot s.
Opozorilo: Črka ß je navidez podobna grški črki β (beta), vendar to ni ista črka in ju ne smemo zamenjevati.

## Razvoj
Črka ß izvira iz gotice. V gotici so se razvile številne ligature - povezave dveh ali več črk v en znak. Črka ß se je razvijala na dva načina, o čemer pričata tudi dve imeni:
- kot ligatura dolgega s (ſ oziroma ʃ) in običajnega s: ʃs → ß
- kot ligatura dolgega s (ſ oziroma ʃ) in črke z (ki se je v gotici pisala kot ʒ): ʃʒ → ß

Ko so Nemci leta 1942 opustili gotico, so se odločili, da ß obdržijo kot poseben znak, ki ga druge latinične pisave ne poznajo.

## Uporaba
Uporaba črke ß je bila prvotno precej nedosledna. Po pravopisni reformi leta 1996 pa je raba črke ß točno določena: ß se uporablja za zapis glasu s za dolgim samoglasnikom.
Razlaga:
V nemščini velja pravilo, da dolgemu samoglasniku sledi enojni soglasnik, po kratkem samoglasniku pa se soglasnik podvoji, npr.: immer (kratki i - podvojeni m), alles (kratki a - podvojeni l), ipd. 
Pri črki s je pravilo nekoliko drugačno:
- če stoji za samoglasnikom enojni s, se ga izgovarja z, npr.: lesen (beri: lézen)
- glas s za kratkim samoglasnikom se piše kot ss, npr.: lassen (beri: lassen), essen (beri: essen), ipd.
- glas s za dolgim samoglasnikom pa se piše kot ß, npr.: gießen (beri: gísen), Straße (beri: štrase), ipd.

Črka ß je pravzaprav mala črka in nima ustrezne velike črke, saj se nikoli ne pojavlja na začetku besede. Pri pisanju s samimi velikim črkami nekateri Nemci uporabljajo kar znak ß (npr.: STRAßE), drugi pa ga nadomeščajo s SS (npr.: STRASSE).
Črka ß nastopa tudi v nekaterih znanih priimkih, npr. Strauß, Gauß, ipd. Prav bi bilo, če bi te priimke pisali v izvirni obliki, ne pa da jih pačimo v Strauss, Gauss, ipd.